# سال نو مبارک (فیلم ۲۰۱۴)
سال نو مبارک (به انگلیسی: Happy New Year) یک فیلم سینمایی هندی محصول سال ۲۰۱۴ در ژانر کمدی، موزیکال و فیلم سرقت به کارگردانی فرح خان است..

## داستان
چارلی (شاهرخ خان) یک بوکسور خیابانی است که ۸ سال است آرزو می‌کند از چاران گراور (جکی شروف) انتقام بگیرد و به این منظور با چند نفر از دوستانش تیم پنج نفره ای می‌سازند که در مسابقات رقص واقع در دبی شرکت کنند تا نقشه‌شان را علیه چاران گراور عملی کنند اما مشکلی که سد راهشان قرار دارد این است که آنها هیچ پیش زمینه ای از رقصندگی ندارند پس مجبور می‌شوند از یک رقاصه با بازی (دیپیکا پادوکن) کمک بگیرند…